# Rhys Millen
Rhys Millen (6 settembre 1972) è un pilota automobilistico statunitense.

## Statistiche e record

### D1 Grand Prix
| Anno | Squadra  | Vettura               | 1       | 2   | 3   | 4   | 5   | 6    | 7    | Pos. | Punti |
| ---- | -------- | --------------------- | ------- | --- | --- | --- | --- | ---- | ---- | ---- | ----- |
| 2004 | Pontiac  | GTO                   | IRW TSU | SGO | EBS | APS | ODB | EBS2 | TBK  | -    | 0     |
| 2005 | Pontiac  | GTO                   | IRW TAN | ODB | SGO | APS | EBS | FUJ  | TBK  | 12   | 25    |
| 2006 | Red Bull | Pontiac Solstice GXP  | IRW     | SGO | FUJ | APS | EBS | SUZ  | FUJ2 | 12   | 25    |
| 2009 | Red Bull | Hyundai Genesis Coupé | IRW DNQ |     |     |     |     |      |      | -    | 0     |

### Formula D
| Anno | Squadra          | Vettura      | 1     | 2     | 3     | 4     | 5     | 6     | 7     | Pos.   | Punti  |
| ---- | ---------------- | ------------ | ----- | ----- | ----- | ----- | ----- | ----- | ----- | ------ | ------ |
| 2004 | Pontiac          | GTO          | Rd. 1 | Rd. 2 | Rd. 3 | Rd. 4 |       |       |       |        |        |
| 2005 | Pontiac          | GTO          | Rd. 1 | Rd. 2 | Rd. 3 | Rd. 4 | Rd. 5 | Rd. 6 |       | 1      |        |
| 2006 | Red Bull Pontiac | GTO          | Rd. 1 | Rd. 2 | Rd. 3 | Rd. 4 | Rd. 5 | Rd. 6 | Rd. 7 | 2      | 596.00 |
| 2006 | Red Bull Pontiac | Solstice GXP |       |       |       |       |       |       |       | 2      | 596.00 |
| 2007 | Red Bull Pontiac | Rd. 1        | Rd. 2 | Rd. 3 | Rd. 4 | Rd. 5 | Rd. 6 | Rd. 7 | 4     | 478.00 |        |

### Risultati Global RallyCross Championship

#### AWD
| Anno | Vettura          | 1      | 2      | 3      | 4      | 5      | 6      | 7      | 8     | Pos. | Punti |
| ---- | ---------------- | ------ | ------ | ------ | ------ | ------ | ------ | ------ | ----- | ---- | ----- |
| 2011 | Hyundai Veloster | IRW1 5 | IRW2 4 | OLD1 7 | OLD2 5 | PIK1 9 | PIK2 4 | LA1 14 | LA2 6 | 3º   | 82    |

#### Supercar
| Anno | Squadra                               | Vettura          | 1      | 2      | 3     | 4      | 5      | 6     | 7     | 8     | 9      | 10       | 11      | 12  | Pos. | Punti |
| ---- | ------------------------------------- | ---------------- | ------ | ------ | ----- | ------ | ------ | ----- | ----- | ----- | ------ | -------- | ------- | --- | ---- | ----- |
| 2012 | Hyundai Rallycross Rhys Millen Racing | Hyundai Veloster | CHA 6  | TEX 4  | LA 4  | NH     | LVS 6  | LVC 3 |       |       |        |          |         |     | 4º   | 63    |
| 2013 | Rhys Millen Racing                    | Hyundai Veloster | BRA    | MUN1   | MUN2  | LOU    | BRI    | LAN 4 | ATL   | CHA   | LVS 10 |          |         |     | 18º  | 20    |
| 2014 | Rhys Millen Racing                    | Hyundai Veloster | BAR 7  | AUS 13 | DC 9  | NY 7   | CHA 11 | DAY 1 | LA1 4 | LA2 1 | SEA 5  | LV 13    |         |     | 10º  | 201   |
| 2015 | Rhys Millen Racing                    | Hyundai Veloster | FTA    | DAY1   | DAY2  | MCAS   | DET1   | DET2  | DC    | LA1   | LA2    | BAR1 DNS | BAR2 11 | LV  | -    | 0     |
| 2016 | Rhys Millen Racing                    | Hyundai Veloster | PHO1 8 | PHO2 9 | DAL 8 | DAY1 6 | DAY2 9 | MCAS1 | MCAS2 | DC    | AC     | SEA      | LA1     | LA2 | 10º  | 96    |

## Filmografia
- The Fast and the Furious: Tokyo Drift, regia di Justin Lin (2006) - cameo